# Stenotis peninsularis
Stenotis peninsularis là một loài thực vật có hoa trong họ Thiến thảo. Loài này được (Brandegee) Terrell mô tả khoa học đầu tiên năm 2001.